# الاتحاد (صحيفة إسرائيلية)
الاتحاد صحيفة يومية تصدر باللغة العربية في حيفا.، وتعد هي الجريدة اليومية الوحيدة التي تصدر باللغة العربية داخل إسرائيل، وهي جريدة حزبية تمثل الحزب الشيوعي الإسرائيلي، وتعتبر أهم وأقدم الصحف الصادرة بالعربية في إسرائيل، وتحررها حالياً عايدة توما سليمان.

## تاريخها
تأسست في فلسطين الانتدابية في أيار 1944 في مدينة حيفا كلسان حال عصبة التحرر الوطني في فلسطين، والقائمين على تأسيسها هم مجموعة من الكتاب الشيوعيين الفلسطينيين: إميل توما، فؤاد نصار، وإميل حبيبي.
في كانون الثاني في العام 1948، أُغلقت أبواب الجريدة من قبل سلطات الانتداب البريطاني، عادت الجريدة إلى الصدور من جديد في تشرين الأول من العام 1948.

## الموظفون

### محررون
- أحمد سعد
- عايدة توما سليمان

### الكتّاب
- محمود درويش
- سليم جبران
- سميح القاسم
- توفيق طوبي
- توفيق زياد
- جبرا نقولا

## وصلات خارجية
- الموقع الرسمي
- أعداد جريدة الاتحاد بين الأعوام 1944-1948 في موقع جرايد (عن مكتبة إسرائيل الوطنية)